# Gubernatoriana
Gubernatoriana  là một chi cua nước ngọt trong họ Gecarcinucidae. Các loài trong chi này thường được tìm thấy ở Tây Ghats ở Ấn Độ.

## Các loài
- Gubernatoriana basalticola (Klaus, Fernandez & Yeo, 2014)
- Gubernatoriana gubernatoris (Alcock, 1909)
- Gubernatoriana longipes (Pati & Thackeray, 2018)
- Gubernatoriana marleshwarensis (Pati & Thackeray, 2018)
- Gubernatoriana pilosipes (Alcock, 1909)
- Gubernatoriana triangulus (Pati & RM Sharma, 2014)
- Gubernatoriana wallacei (Pati & Thackeray, 2018)